# Canna bangii
Canna bangii, vrsta je kane (koka), to je rizomatozni geofit i prvenstveno raste u sezonski suhom tropskom biomu. Domaće područje ove vrste je od Perua do Bolivije (Cochabamba, La Paz, Santa Cruz).

## Opis
Canna bangii je vrsta biljke iz porodice Cannaceae. Porijeklom je iz Perua i Bolivije. Biljke narastu do 4m visine. Listovi zeleni, donja strana više ili manje mekana, s dlačicama. Cvatovi više puta razgranati s postojanim cvjetnim braktejama. Cvjetovi su uspravni, narančastocrveni, dugi 4-7 cm, sastavljeni od 8 ili više obojenih dijelova; latice nereflektirane, staminoda 3 ili više.
Javlja se na 1400–2700 m (4600–8900 stopa) nadmorske visine.
C. bangii je otporan na zonu 10 i osjetljiv je na mraz. U sjevernim geografskim širinama cvjeta od kolovoza do listopada, a sjeme sazrijeva u listopadu. Rijetko dostupan u uzgoju.